# Retrato de Tomás Moro (Holbein)
El Retrato de Tomás Moro es un retrato del teólogo, político, humanista y escritor inglés, Tomás Moro, realizado por el pintor alemán Hans Holbein el Joven en 1527. Las dimensiones del óleo son de 74,9 × 60,3 cm. Se expone en la Colección Frick, Nueva York.
Después de que en 1523 Holbein pintara el primero de sus retratos de Erasmo, la fama del pintor le llevó primero a Francia y después a Inglaterra en 1526, con una carta de presentación de Erasmo a Tomás Moro. El estadista inglés encontró varios clientes para Holbein, en esta, su primera estancia, incluyendo a William Warham, arzobispo de Canterbury, quien ya poseía un retrato de Erasmo pintado por el alemán. (Durante su segunda estancia, de 1532 a 1540, pintaría uno de sus cuadros más conocidos, Los embajadores, entre otros).
En diciembre de 1526 escribió a Erasmo afirmando que
Tu pintor, mi queridísimo Erasmo, es un artista maravilloso...
Además de este retrato, Holbein pintó otro cuadro de Moro con su familia, el cual se encuentra actualmente desaparecido, aunque sí existe un boceto preliminar y siete bocetos de los miembros de su familia, como el Estudio de un retrato de John More y el Estudio de un retrato de Elizabeth Dauncey.

## Versiones
La National Portrait Gallery de Londres tiene una copia del cuadro, posiblemente realizado en Italia o en Austria a principios del siglo XVII.

## Descripción
Moro aparece sentado de tres cuartos, sosteniendo un libro entre las manos, con rico atuendo de satén negro y terciopelo rojo forrado de piel. Luce la cadena de eses con colgante de la rosa Tudor, collar insignia de su alto cargo y lealtad a la dinastía. El cordón para recoger la cortina que cuelga detrás, está atado en la parte superior derecha con un nudo franciscano, un sutil signo de las convicciones espirituales del retratado.  Lleva una alianza (anillo de boda que distingue a la persona como casada) con una piedra engastada.